# Lancova vas
Lancova vas est un village de 586 habitants de la commune de Videm au sud de Ptuj en Slovénie.
Lancova vas possède deux groupes de Koranti, personnages de carnaval masqués et couverts de peaux de moutons, caractéristiques de Ptuj et sa région, "Orači iz Haloz" ("Personnages de carnaval des Haloze") et "Rusa" : ils portent des cornes alors que les Koranti de Ptuj sont emplumés.